# (7983) Festin
(7983) Festin est un astéroïde de la ceinture principale.

## Description
(7983) Festin est un astéroïde de la ceinture principale. Il fut découvert le 16 mars 1980 à La Silla par Claes-Ingvar Lagerkvist. Il présente une orbite caractérisée par un demi-grand axe de 2,16 UA, une excentricité de 0,04 et une inclinaison de 1,9° par rapport à l'écliptique.

## Compléments